# Infrared Astronomical Satellite Asteroid and Comet Survey
Infrared Astronomical Satellite Asteroid and Comet Survey ili IRAS Asteroid and Comet Survey je astronomski katalog asteroida i kometa koje je prikupio satelit IRAS. Autori su G. J. Veeder i R. G Walker 1986. godine.
Objavljen je 1986. godine. Glavna svrha IRAS-a bio je pregledati nebo u četirima glavnim pojasevima valnih dužina, centriranih na 12, 25, 60 i 100 um. Obuhvaćeni su podatci o 25 kometa, 1811 znanih asteroida i asteroida bez orbita i uračunati su u ovaj katalog. Ovaj je katalog najveći, najuniformiraniji i najmanje pristran od dosad objavljenih. U nj je ušlo 7015 viđenja 1811 pojedinih asteroida a koja su bila dovoljne kakvoće za ih uvrstiti u katalog. Sadrži podatke o promjerima, albedima, raznim tehničkim parametrima te povijest detektiranja za svaki komet detektiranja istraživanjem ADAS. Obrađeni su položaji svih kometa koji su prošli pored Sunca ili Zemlje od 1982. do 1985. te kometi koji su promatrani u tom razdoblju. Ukupno sadrži 22.949 objekata.
Katalog IMPS je dodatak ovom katalogu.